# Virginia Brunner

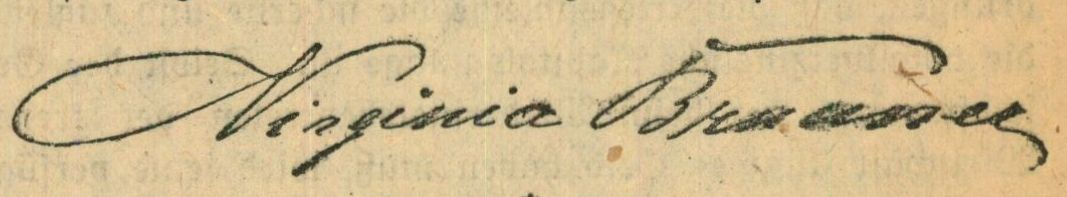
Unterschrift von Virginia Brunner (1917)

Virginia Brunner (* 8. März 1857 in Pavia als Anna Eugenia Elisabetta Virginia Hochegger; † 21. März 1947 in Innsbruck) war eine österreichische Lehrerin und Frauenrechtsaktivistin.

## Leben
Brunner war die Tochter des Universitätsprofessors Franz Hochegger und wuchs an wechselnden Orten auf. In Wien besuchte sie die Höhere Töchterschule, in Innsbruck legte sie die Befähigungsprüfung zur Lehrerin ab. Diesen Beruf übte sie bis zur Heirat mit dem Chemiker Karl Brunner im Jahr 1886 aus. Der spätere Anglist Karl Brunner war einer der beiden Söhne des Paars.
In ihrer Zeit in Prag veröffentlichte sie um 1895 eine Anleitung zu einer neuen Stopfmethode für Strümpfe, die mehrere Auflagen erlebte und auch an Schulen eingeführt wurde.
Brunner war eine führende Persönlichkeit der Tiroler Frauenbewegung. Sie gründete 1905 den Tiroler Hausfrauenverein, der auch eine Koch- und Haushaltungsschule betrieb. 1911 zog sie sich aus gesundheitlichen Gründen zurück, gründete aber kurz darauf einen Zweigverein der Vereinigung arbeitender Frauen, 1915 außerdem die Innsbrucker Ortsgruppe der Reichsorganisation der Hausfrauen Österreichs, diese wurde 1921 wieder aufgelöst. Ab 1916 war sie auch Mitglied eines „Hausfrauenbeirats bei der Tiroler Statthalterei“. Während des Ersten Weltkriegs hielt sie zudem zahlreiche Vorträge über Haushaltsführung in der kriegsbedingten Mangelwirtschaft. Zu dieser Thematik verfasste sie auch eine Reihe von Schriften im Selbstverlag.
Sie kandidierte für die Österreichische Frauenpartei um Marianne Hainisch für die Innsbrucker Gemeinderatswahlen 1931. Sie blieb bis ins hohe Alter in verschiedenen Frauenvereinen Innsbrucks aktiv.
1932 wurde sie mit dem goldenen Verdienstzeichen der Republik Österreich ausgezeichnet. Am 21. März 1947 starb sie um 7.30 Uhr im LKH Innsbruck.

## Werke
- Anleitung zur Stopfmethode. Sallmeyer, Wien (3. Auflage 1897).
- Handbüchlein für Hausfrauen. Einlegen von Obst ohne Zucker. Dörren von Obst und Gemüse. Kochkiste. Selbstverlag, Innsbruck 1918.
- Kriegs-Speisen. Hafer-, Mais-, Topfen-, Kraut- und Kartoffel-Speisen sind besonders berücksichtigt. Selbstverlag, Innsbruck 1918.
- Hafer-Speisen. Selbstverlag, Innsbruck 1918.